# Vladimir Savvin
Vladimir Ivanovič Savvin (in russo Владимир Иванович Саввин?; Mosca, 25 ottobre 1919 – Mosca, 17 marzo 1975) è stato un pallavolista, allenatore di pallavolo e dirigente sportivo sovietico.
Giocava nel ruolo di schiacciatore ed universale.

## Carriera

### Giocatore
Iniziò a giocare a pallavolo nel cortile di casa sua, situato nel centro della capitale. Nel 1936, a Leningrado, come membro della squadra di Mosca, vinse il campionato URSS tra gli scolari. Ben presto divenne un giocatore del Rot-Front Mosca, una delle squadre più forti dell'URSS prima della guerra, arrivando al terzo posto nel 1939.
All'inizio della campagna di Russia nella Seconda guerra mondiale si arruolò come volontario; tornò con il grado di capitano e fu pluridecorato.
Dopo la guerra fu ammesso alla Facoltà di Traduzione dell'Istituto militare di lingue straniere dell'Armata Rossa, insieme a futuri campioni come Konstantin Reva. Qui iniziarono a praticare i principi della pallavolo totale, che iniziarono a mettere in pratica nel 1946, quando vennero invitati a giocare nella squadra dell'esercito, la VIIJAKA, con cui vinse cinque campionati sovietici e una coppa dell'Unione Sovietica.
Nel 1949 si unì alla squadra nazionale dell'URSS con cui, ad agosto, partecipò al II Festival Mondiale della Gioventù Democratica a Praga e, il 18 settembre, vinse il primo campionato mondiale di pallavolo. Nel 1951 vinse il campionato europeo.
Si ritirò dall'attività di giocatore nel 1954.

### Allenatore
Nel 1956 allenò la squadra di Mosca che arrivò al secondo posto alle Spartachìadi dei Popoli dell'Unione Sovietica (aventi la valenza di campionato). Nel 1957 allenò la CSK MO, arrivando ancora al secondo posto. Dopo questo risultato lasciò il posto a Givi Akhvlediani.

### Dirigente
Nel 1952, quando era ancora un giocatore in attività (capitano della sua squadra), fu eletto presidente della Federazione pallavolistica dell'Unione Sovietica e, nell'anno seguente, diventò vice-presidente della Federazione Internazionale.
Nel 1969 diventò segretario generale del Comitato Olimpico Sovietico. Giocò un ruolo importante nel riconoscimento della pallavolo come sport olimpico, essendo anche un buon amico del presidente Paul Libaud, che pubblicamente lo definiva come la mente dietro alla crescita della federazione. Morì il 17 marzo 1975 a Mosca.
Nel 2008 venne inserito nella Volleyball Hall of Fame per il suo contributo allo sviluppo della pallavolo in Unione Sovietica e nel resto del mondo, essendo uno dei principali artefici del riconoscimento come sport olimpico.

## Palmarès

### Giocatore

#### Club
- Campionato sovietico: 5

1949, 1950, 1952, 1953, 1954
- Coppa dell'Unione Sovietica: 1

1953

#### Nazionale (competizioni minori)
- - Festival Mondiale della Gioventù e degli Studenti 1949

### Allenatore

#### Nazionale (competizioni minori)
- - Spartachiadi dei Popoli dell'Unione Sovietica 1956

### Premi individuali
- 2008 - Inserimento nella Volleyball Hall of Fame come Leader